# Edrissa Sonko
Edrissa Sonko (ur. 31 marca 1980 w Essau) – gambijski piłkarz grający na pozycji napastnika.

## Kariera klubowa
Sonko piłkarską karierę rozpoczął w Steve Biko FC, a następnie przeszedł do Realu Bandżul. W 1998 roku wyjechał z kraju i trafił do młodzieżowej drużyny RSC Anderlecht. W sezonie 1999/2000 zadebiutował w jego barwach w Eerste Klasse, ale na skutek konkurencji w ataku ze strony Jana Kollera czy Tomasza Radzinskiego wystąpił tylko w 6 meczach i zdobył 1 gola. Latem 2000 przeniósł się do Rody JC Kerkrade. W barwach Rody na ogół występował w pierwszym składzie, a najbardziej udany był dla niego sezon 2002/2003, kiedy to strzelił 8 bramek w Eredivisie. W Rodzie wystąpił łącznie w 112 meczach i zdobył 20 goli. Latem 2006 przeszedł do greckiej Skody Xanthi, ale nie mogąc wywalczyć miejsca w składzie (zaledwie 9 meczów w Alpha Ethniki) po sezonie odszedł z zespołu i ostatecznie trafił do Walsall F.C. Dla nowej drużyny rozegrał 37 meczów w Football League One, a po zakończeniu rozgrywek przeszedł do Tranmere Rovers. W latach 2009–2010 grał w Hereford United. W 2010 roku występował też w cypryjskim APEP Pitsilia, a następnie odszedł do Ras Al-Khaima Club ze Zjednoczonych Emiratów Arabskich.
| Sezon   | Klub                 | Kraj                         | Rozgrywki                 | Mecze | Bramki |
| ------- | -------------------- | ---------------------------- | ------------------------- | ----- | ------ |
| 1997/98 | Real Bandżul         | Gambia                       | 1. liga                   | ?     | ?      |
| 1998/99 | RSC Anderlecht       | Belgia                       | Eerste Klasse             | 0     | 0      |
| 1999/00 | RSC Anderlecht       | Belgia                       | Eerste Klasse             | 6     | 1      |
| 2000/01 | Roda JC Kerkrade     | Holandia                     | Eredivisie                | 17    | 2      |
| 2001/02 | Roda JC Kerkrade     | Holandia                     | Eredivisie                | 9     | 2      |
| 2002/03 | Roda JC Kerkrade     | Holandia                     | Eredivisie                | 22    | 8      |
| 2003/04 | Roda JC Kerkrade     | Holandia                     | Eredivisie                | 17    | 2      |
| 2004/05 | Roda JC Kerkrade     | Holandia                     | Eredivisie                | 25    | 1      |
| 2005/06 | Roda JC Kerkrade     | Holandia                     | Eredivisie                | 18    | 5      |
| 2006/07 | Roda JC Kerkrade     | Holandia                     | Eredivisie                | 5     | 0      |
| 2006/07 | Skoda Ksanti         | Grecja                       | Alpha Ethniki             | 9     | 1      |
| 2007/08 | Walsall F.C.         | Anglia                       | Football League One       | 37    | 5      |
| 2008/09 | Tranmere Rovers F.C. | Anglia                       | Football League One       | 38    | 5      |
| 2009/10 | Hereford United F.C. | Anglia                       | Football League Two       | 10    | 0      |
| 2010/11 | APEP Pitsilia        | Cypr                         | Protathlima B’ Kategorias | ?     | ?      |
| 2010/11 | Ras Al-Khaima Club   | Zjednoczone Emiraty Arabskie | UAE League                |       |        |

## Kariera reprezentacyjna
W reprezentacji Gambii Sonko zadebiutował w 1999 roku. Od czasów występów w Rodzie był podstawowym zawodnikiem kadry narodowej i brał z nią m.in. udział w eliminacjach do Mistrzostw Świata w Niemczech.